# Es Vedrà
Es Vedrà ist eine Insel der Balearen, die nur wenige hundert Meter vor der Westküste von Ibiza in der Nähe der Cala d’Hort liegt. Nördlich der Insel ragt der Felsen Sa Galera aus dem Wasser, zwischen Es Vedrà und Ibiza liegt die Insel Es Vedranell. Die Insel erreicht am Picatxo des Migjorn (Am Südhang) eine Höhe von 382 Metern.
Die Insel ist als Naturschutzgebiet ausgewiesen und unbewohnt. Die einzigen größeren Säugetiere, die auf der Insel leben, sind Ziegen, die von einem Mönch, der dort einige Zeit in Askese lebte, auf der Insel ausgesetzt wurden. Im Februar 2016 wurde die gesamte Population ausgewilderter Ziegen bis auf drei zugunsten der artenreichen und teils endemischen Fauna erlegt.

## Trivia
Um die Insel Es Vedrà ranken sich viele Mythen und Gerüchte. Für manche ist Es Vedrà der letzte sichtbare Teil von Atlantis, andere berichten von UFO-Erscheinungen. Die Insel wird auf dem Cover des Musikalbums Voyager von Mike Oldfield gezeigt.
In dem Roman Die Unmöglichkeit des Lebens von Matt Haig spielt die Insel eine zentrale Rolle.

## Galerie

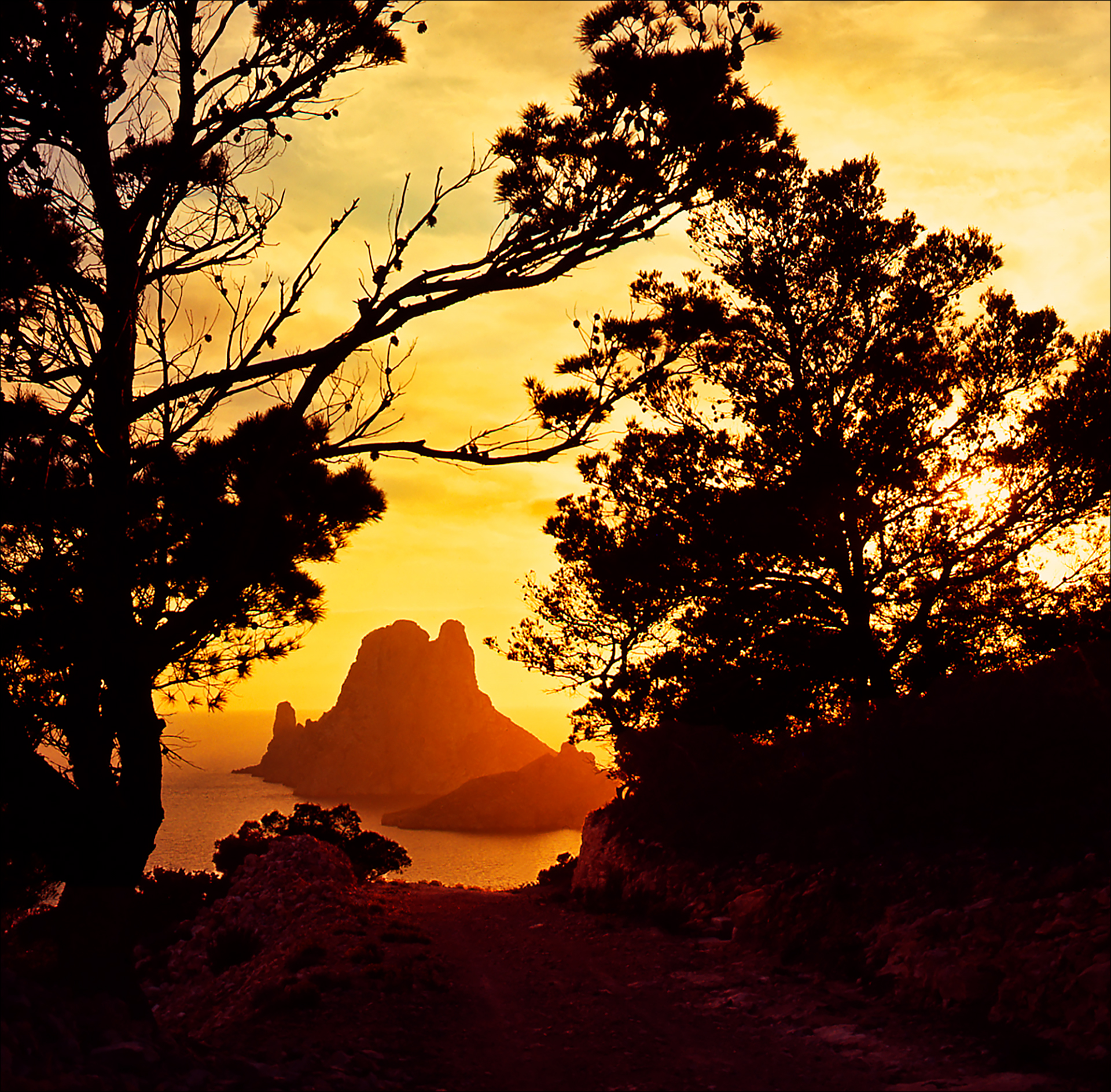
bei Sonnenuntergang
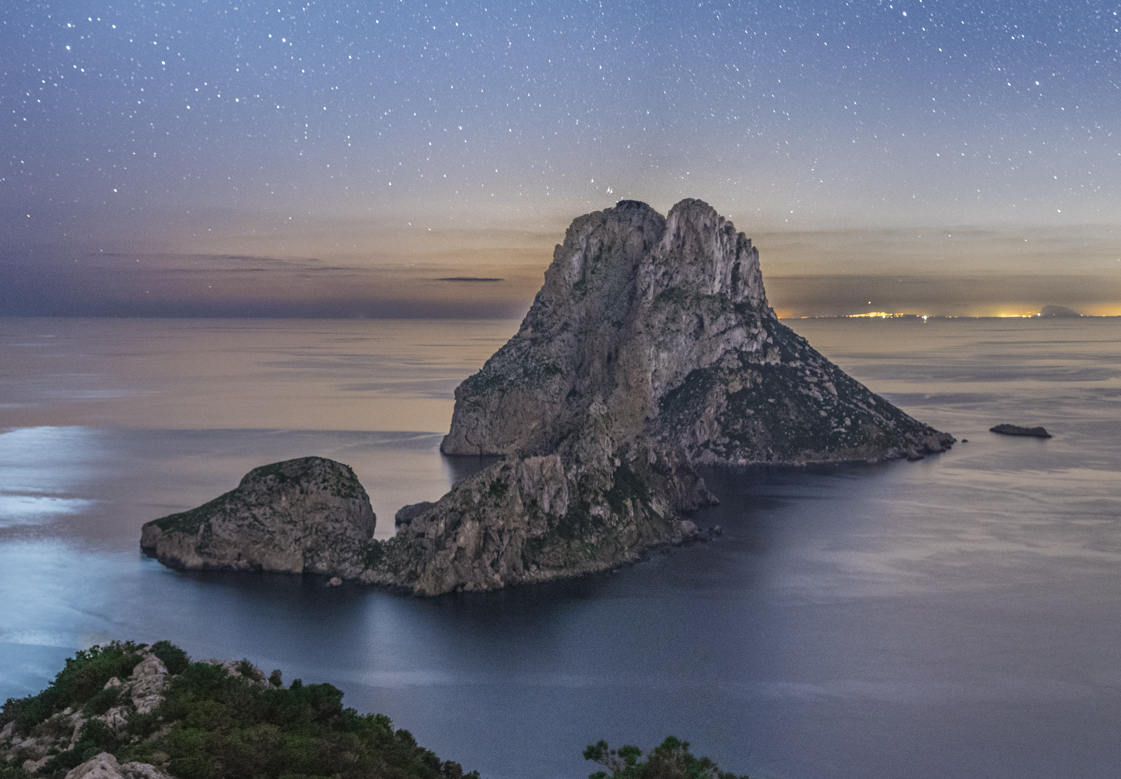
bei Nacht
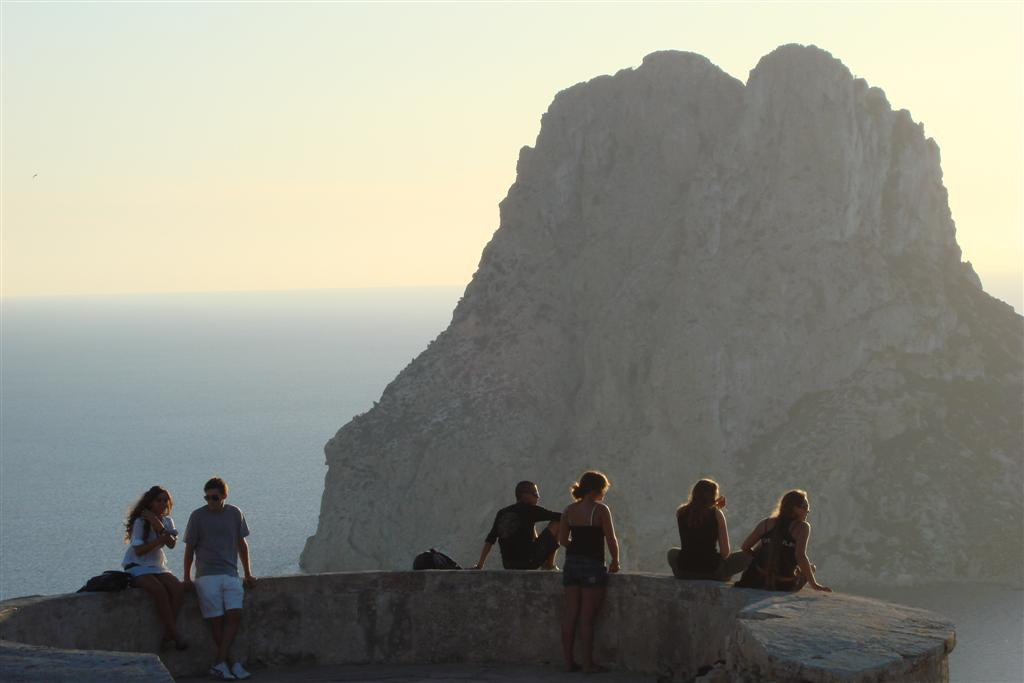
Blick vom Torre des Savinar
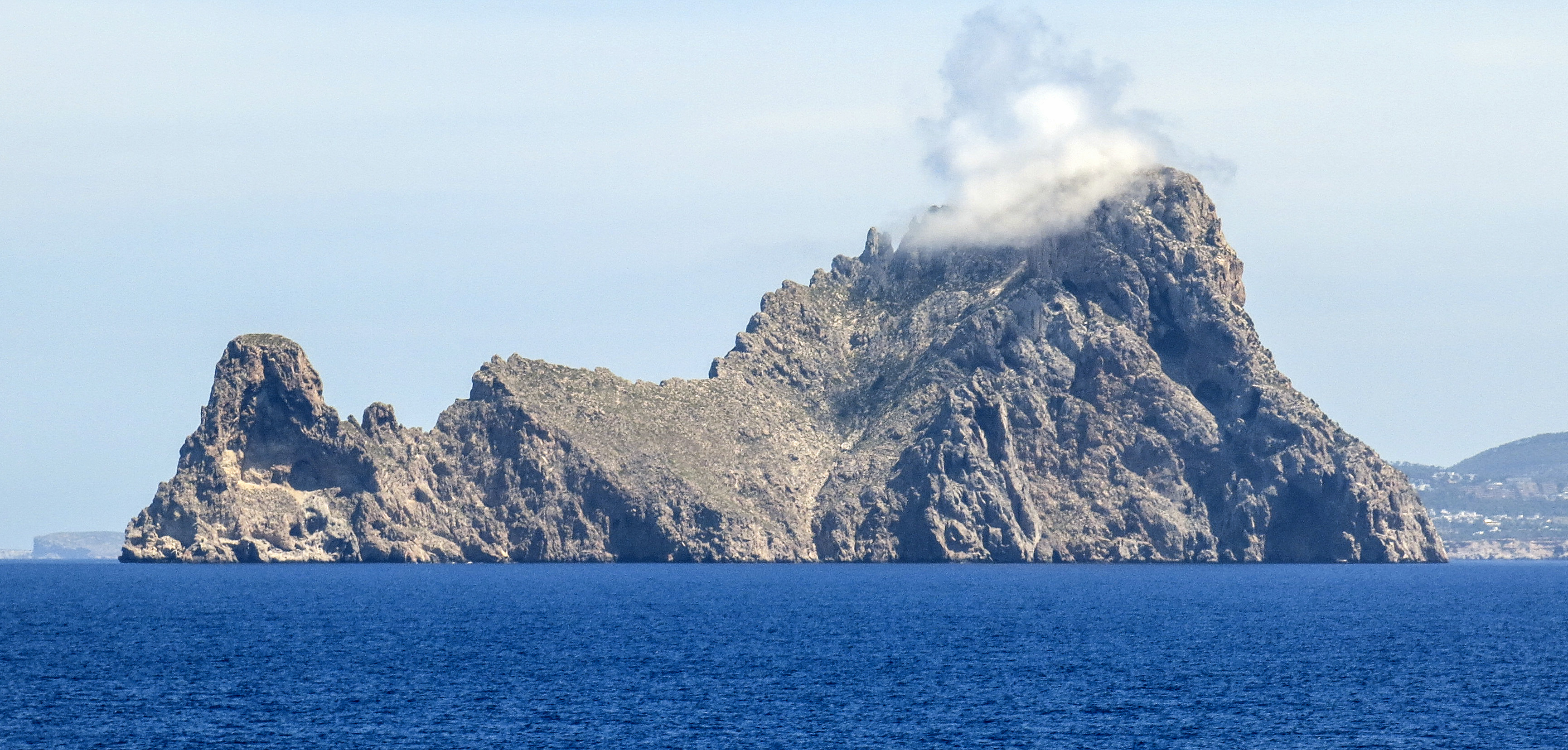
Blick von Süden